# Waldemar Croon
Waldemar Croon (* 18. Mai 1916 in Aachen; † 7. Februar 2013 ebenda) war ein deutscher Textilfabrikant und Unternehmer.

## Leben
Croon war der Sohn des gleichnamigen Vaters und Tuchfabrikanten Waldemar Croon (1880–1967) und der Isabella Geulen. Nach dem Abschluss des Realgymnasiums besuchte er die Fachschule für Textilindustrie und schloss die Ausbildung als Textilingenieur ab. Danach trat er als geschäftsführender Gesellschafter und Teilhaber in die 1862 gegründete Tuchfabrik G. H. & J. Croon in Aachen ein. Dort arbeitete er bis 1968, als die Fusion mit den Firmen „Dechamps & Drouven Nachf.“ und „Nickel & Müller GmbH.“ erfolgte. 1970 trat er mit dem Verkauf seiner Geschäftsanteile an der neuen fusionierten Firma aus dem Unternehmen aus. Die Firma „Dechamps Textil AG“, die aus der Fusion hervorgegangen ist, musste Jahrzehnte später am 30. Juni 2002 den Betrieb einstellen.
Ab 1968 machte sich Croon als Kaufmann selbstständig. Er engagierte sich darüber hinaus als Beirats- und Aufsichtsratsmitglied in anderen Unternehmen. Außerdem war Croon seit 1940 Mitglied, später Ehrenmitglied im Club Aachener Casino und gehörte über viele Jahre in leitender Position dem Vorstand des Vereins an.

## Caritative Tätigkeiten
Waldemar Croon gründete 1999 eine Stiftung, die er Waldemar und Irene Croon Stiftung nannte. Seine Frau Irene (* 30. August 1921) war bereits 1982 verstorben. Mit dieser Stiftung für soziale Zwecke unterstützte er maßgeblich das regionale Hilfswerk Menschen helfen Menschen e.V. der Aachener Zeitung.
50 Jahre lang (1952–2002) war Croon im Vorstand des Evangelischen Krankenhausvereins zu Aachen von 1867, der das Luisenhospital Aachen betreibt. Die Familie Croon gehörte 1867 zum Gründerkreis des Krankenhauses. Nach seinem Ausscheiden wurde er zum Ehrenvorsitzenden ernannt.

## Auszeichnungen
- 1981: Kronenkreuz in Gold des Diakonischen Werkes
- 2002: Verdienstkreuz am Bande des Verdienstordens der Bundesrepublik Deutschland
- 2012: Paul Harris Fellow mit drei Saphiren von Rotary International für höchstes soziales Engagement.[2] Croon war 1964 Gründungsmitglied des Rotary-Clubs Aachen-Land.